# Teifi (Käse)
Teifi ist ein Käse aus Wales. Er wird aus Kuhmilch hergestellt und hat einen Fettgehalt von ca. 45 %. Er ist ein unpasteurisierter Hartkäse ähnlich wie Gouda und hat ein sonniggelbes Inneres. Es gibt verschiedene Sorten von Teifi abhängig von der Reifezeit. Der junge Teifi hat ein fruchtiges Aroma, der ältere wird hart und bröckelig. Die Reife dauert 2–9 Monate. Manchmal werden Nesseln oder Kumin zugesetzt oder er wird geräuchert. Erfunden wurde er 1992 von John and Patrice Savage-Ontswedder.